# Seleucia al Tigri
Seleucia al Tigri (in greco antico: Σελεύκεια?) è un'antica città fondata tra il 305 e il 301 da Seleuco I Nicatore, iniziatore della dinastia seleucide, come sua capitale. Il centro si trovava sulla riva destra del fiume Tigri, in corrispondenza della confluenza con il canale che lo metteva in comunicazione con il fiume Eufrate. La capitale era destinata a sostituire in questa funzione l'antica Babilonia.
I testi dei sinodi della Chiesa d'Oriente si riferivano alla città come Salīq (in siriaco ܣܠܝܩ) o talvolta Māḥôzē (in siriaco ܡܚܘܙ̈ܐ) quando si riferivano alla metropoli di Seleucia-Ctesifonte.
I Sassanidi chiamarono la città orientale Veh-Ardashir (in persiano ویهاردشیر‎), gli arabi Bahurasīr.

## Storia

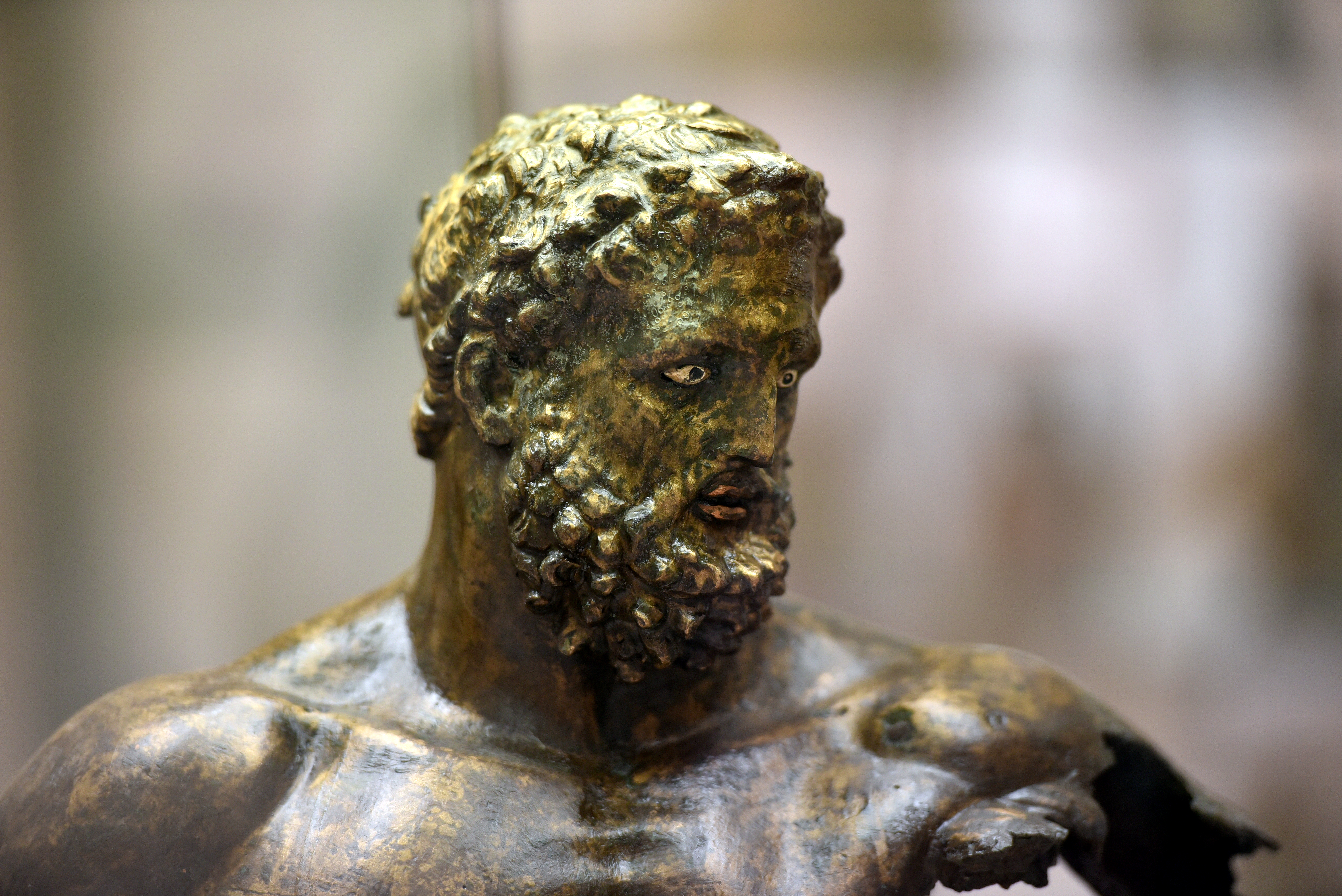
Dettaglio di una statua di Ercole, proveniente da Seleucia; oggi al Museo nazionale iracheno.

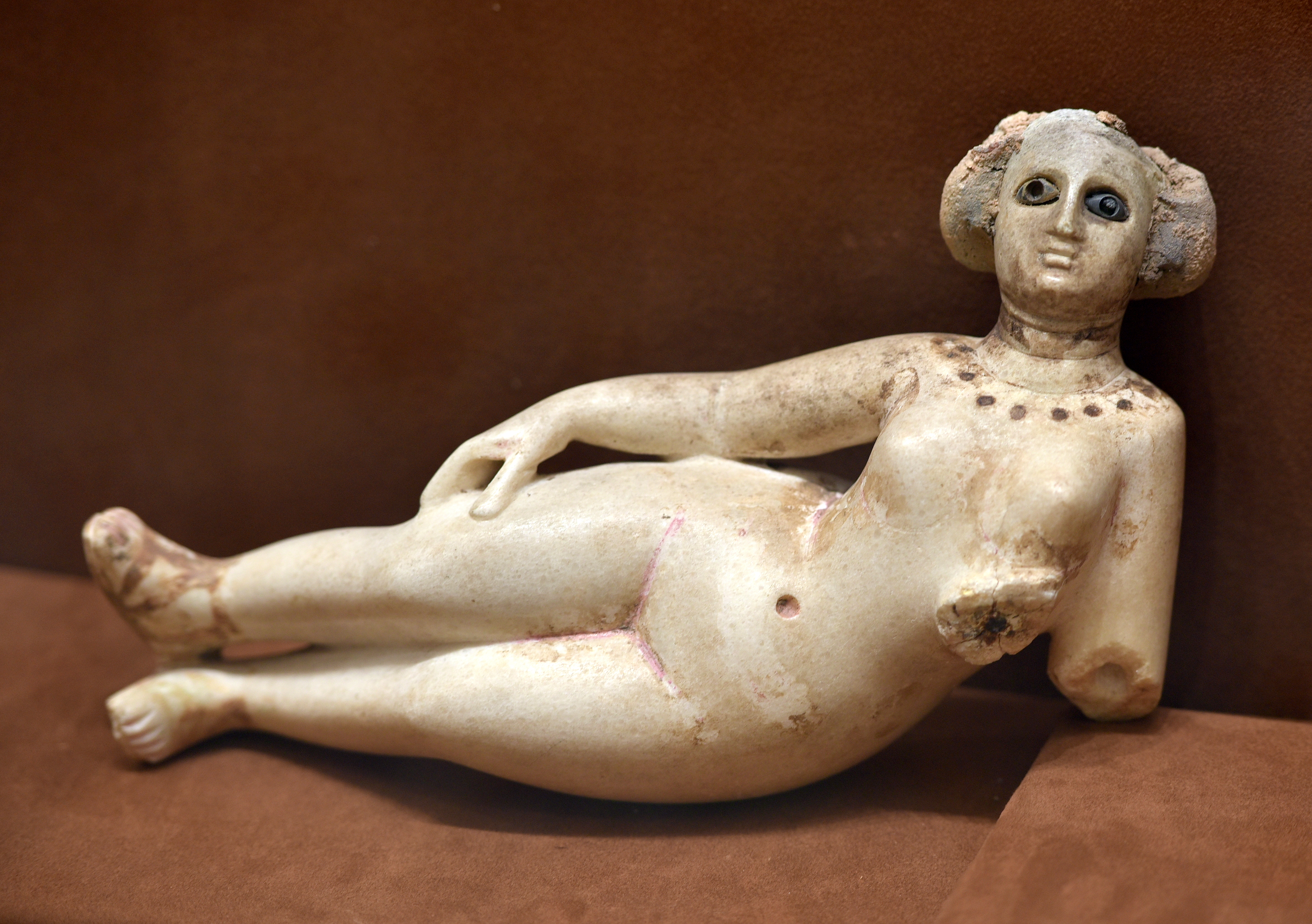
Piccola statua di donna nuda, III-II secolo a.C.; oggi al Museo nazionale iracheno.

Seleucia, in quanto tale, fu fondata come prima capitale dell'Impero seleucide da Seleuco I Nicatore. La data di fondazione del 300 a.C. è stata proposta da Auguste Bouch-Leclerq nel 1914. Altri studiosi hanno proposto il 306 a.C. e il 312 a.C.. Seleuco era uno dei diadochi successori di Alessandro Magno che, dopo la morte di quest'ultimo, si divisero l'impero. Anche se Seleuco spostò presto la sua capitale principale ad Antiochia, nel nord della Siria, Seleucia divenne un importante centro di commercio, cultura ellenistica e governo regionale sotto i Seleucidi.
Per trasformare la sua capitale in una metropoli, Seleuco costrinse quasi tutti gli abitanti di Babilonia, ad eccezione dei sacerdoti del tempio e dei lavoratori locali, ad andarsene e a stabilirsi a Seleucia. Una tavoletta del 275 a.C. afferma che gli abitanti di Babilonia furono trasportati a Seleucia, dove furono costruiti un palazzo e un tempio (Esagila). Trovandosi alla confluenza del fiume Tigri con un importante canale proveniente dall'Eufrate, Seleucia era in grado di ricevere il traffico da entrambi i grandi corsi d'acqua.
Durante il III e il II secolo a.C. era una delle grandi città ellenistiche, paragonabile ad Alessandria d'Egitto e superiore alla siriana Antiochia. Gli scavi indicano che le mura della città racchiudevano un'area di almeno 550 ettari, equivalente a un quadrato di circa a 2,5 chilometri di lato. Sulla base di queste dimensioni, si è stimato che la popolazione fosse inizialmente di oltre 100.000 persone e probabilmente di più in seguito. La regione circostante avrebbe potuto ospitare mezzo milione di persone.
Polibio (5,52 ss.) usa il termine macedone peliganes per il consiglio di Seleucia, che implica una colonia macedone, coerentemente con la sua ascesa alla ribalta sotto Seleuco I; Pausania registra che Seleuco vi insediò anche dei babilonesi. I reperti archeologici confermano la presenza di una popolazione numerosa non di cultura greca.
Nel 141 a.C., i Parti sotto Mitridate I conquistarono la città e Seleucia divenne la capitale occidentale dell'Impero partico. Tacito ne descrive le mura e ricorda che, anche sotto il dominio partico, era una città pienamente ellenistica. I testi antichi affermano che la città aveva 600.000 abitanti ed era governata da un senato di 300 persone. Era chiaramente una delle città più grandi del mondo occidentale; solo Roma, Alessandria e forse Antiochia erano più popolose.
Nel 55 a.C., una battaglia combattuta nei pressi di Seleucia fu cruciale per stabilire la successione dinastica dei re arsacidi. In questa battaglia tra il regnante Mitridate III (sostenuto dall'esercito romano di Aulo Gabinio, governatore della Siria) e il precedentemente deposto Orode II, il monarca in carica fu sconfitto, permettendo a Orode di ristabilirsi come re. Nel 41 a.C., Seleucia fu teatro di un massacro di circa 5.000 rifugiati ebrei babilonesi.
Nel 117 Seleucia fu incendiata dall'imperatore romano Traiano durante la sua conquista della Mesopotamia, ma l'anno successivo fu ceduta nuovamente ai Parti dal successore di Traiano, Adriano, e poi ricostruita in stile partico. Fu completamente distrutta dal generale romano Avidio Cassio nel 165.
Più di sessant'anni dopo, l'imperatore persiano Ardashir I costruì una nuova città, Veh-Ardashir, al di là del fiume, che a lungo si è creduto fosse situata a Seleucia, ma che gli scavi italiani hanno dimostrato essere una nuova costruzione separata da Seleucia e Ctesifonte.
Le chiese cristiane erano attive in Mesopotamia fin dal I secolo e nel III o IV secolo Seleucia divenne un centro importante.
In seguito all'editto di tolleranza del re persiano sasanide Yazdegerd I, che pose fine per il momento alla persecuzione dei cristiani che durava da 70 anni, i cristiani rimasti si impegnarono a riorganizzare e rafforzare la Chiesa.
Il Concilio di Seleucia-Ctesifonte si riunì nel 410 sotto la presidenza di Mar Isacco, vescovo di Seleucia-Ctesifonte. La decisione più importante del Sinodo, che ebbe un effetto di vasta portata sulla vita della Chiesa, fu quella di dichiarare il vescovo di Seleucia-Ctesifonte primate della Chiesa d'Oriente; in riconoscimento di questa preminenza gli fu dato il titolo di Catholicos. Il Sinodo ha confermato Mar Isacco come Catholicos e Arcivescovo di tutto l'Oriente. Il Sinodo dichiarò inoltre la sua adesione alla decisione del Concilio di Nicea e sottoscrisse il Credo niceno. I Canoni del Sinodo non lasciano dubbi sull'autorità del grande Metropolita, il Catholicos di Seleucia-Ctesifonte. Senza la sua approvazione, nessuna elezione di vescovo sarebbe stata valida.
Verso la fine del regno di Yazdegerd I, nel 420 i cristiani furono nuovamente perseguitati. Dadyeshu fu eletto catholicos nel 421 e soffrì egli stesso durante la persecuzione e fu imprigionato. Quando fu rilasciato si dimise e lasciò Seleucia, ma la Chiesa rifiutò di accettare le dimissioni e seguì il sinodo di Dadyeshu, che si riunì nel 424 a Markabata degli Arabi sotto la presidenza di Mar Dadyeshu. Si rivelò uno dei sinodi persiani più significativi. Il primo sinodo, nel 410, aveva deciso che il catholicos di Seleucia Ctesifonte fosse supremo tra i vescovi d'Oriente. Il sinodo di Dadyeshu decise che il catholicos doveva essere l'unico capo della Chiesa d'Oriente e che nessuna autorità ecclesiastica doveva essere riconosciuta al di sopra di lui. Per la prima volta, questo sinodo si riferì al Catholicos come Patriarca e che il loro catholicos rispondeva solo a Dio. Ciò ebbe un certo effetto nel rassicurare la monarchia sasanide che i cristiani persiani non erano influenzati dal nemico romano.
Alla fine la città svanì nell'oscurità e fu inghiottita dalle sabbie del deserto, probabilmente abbandonata dopo che il Tigri cambiò il suo corso.

## Archeologia della città
Il sito archeologico dell'antica Seleucia, posto nella località detta Tell Omar (30 km da Baghdad), ha un'estensione di oltre 550 ettari, quasi tutti ancora da esplorare, e fin dai suoi primi scavi (1927), ha restituito una copiosa messe di materiali ed oggetti diversi.
Particolarmente di pregio i rilievi ed i ritrovamenti effettuati tra il 1964 ed il 1989 dalla missione archeologica dell'Università di Torino che hanno portato all'identificazione di numerosi edifici e tombe, nonché al rinvenimento di oggetti notevoli come i 30.000 sigilli ritrovati in quello che era l'archivio della città.